# Herichthys bartoni
Herichthys bartoni es una especie de peces de la familia Cichlidae en el orden de los Perciformes.

## Morfología
Los machos pueden llegar alcanzar los 18 cm de longitud total.

## Alimentación
Come invertebrados (incluyendo insectos acuáticos) y algas.

## Hábitat
Vive en zonas de clima tropical entre 21 °C-30 °C de temperatura.

## Distribución geográfica
Se encuentran en América: es una especie de peces endémica del río Verde y de la Laguna de la Media Luna ( cuenca del río Pánuco,  San Luis Potosí, México ).